# براتيانغيرا
براتيانغيرا (بالسنسكريتية: प्रत्यङ्गिरा، بالتاميلة: பிரத்யங்கிரா؛ Prathyaṅgirā)، وتسمى أيضًا أثارفانا بهادراكالي هي إلهة هندوسية مرتبطة بشاكتي. توصف بأنها إلهة لها وجه أسد وجسد أنثى بشرية تمثل اتحاد شيفا وشاكتي. تمتلك القوة التدميرية المشتركة لشيفا وشاكتي. يمثل هذا التركيب من شكلي الأسد والإنسان توازنًا بين الخير والشر. في الشاكتية، تعتبر براتيانغيرا هي سيدهيلاكشمي، وهي شكل من أشكال غوهيا كالي. في تقليد دورجا، براتيانغيرا هي بورنا شاندي، القوة التدميرية النارية للبراهمان. في الفيدا، براتيانغيرا هي أثرفانا بهادركالي، إلهة أثرفا فيدا والتعاويذ السحرية.

## تجسد أدي باراشاكتي
كما روي في ماركاندي بورانا و شيفا بورانا، ففي بداية تريتا يوغا، قتل الرب ناراسيمها، وهو أفاتار فيشنو، الملك الجامح هيرانياكاشيبو بتمزيق جسده وشرب دمه. بسبب الغضب في جسد هيرانياكاشيبو ودمه، شرب الرب ناراسيمها بغضب ولم يكن بالإمكان إيقافه. ولتهدئته، نزل الرب شيفا بهيئة شارابها، وهو هجين من الطير والحيوان والإنسان. عند رؤية ذلك، خلق الرب ناراسيمها غاندابيروندا، وهو طائر برأسين لمحاربة ساربشوار. قاتل هذان الكائنان طويلًا مرهبين العالم دون التوصل إلى حل. عند رؤية هذا استدعى شاكتي براتيانغيرا. ظهرت براتيانغيرا أمام هذين الكائنين المتقاتلين وزأرت. عندما زأرت، أوقف ساربشوار وغاندابيروندا المرعوبين قتالهما. امتلكت براتيانغيرا القوة المجتمعة لفيشنو وشيفا وشاكتي وكانت أقوى منهم جميعًا.
في رواية أخرى، في العصور القديمة عندما كان اثنان من الريشيين، براتيانغيرا وأنغراس، يتأملان، أعادا اكتشاف إلهة من خلال مولا مانترا الذي كان مجهولًا. ميزت هذه الإلهة الريشيين لاحقًا بتسمية نفسها تيمنًا بهما لذا أطلق عليها اسم براتيانغيرا ديفي. وناراسيمهي من الأسماء الأخرى لها. تعني كلمة «نارا» الإنسان، و«سمها» تعني أسد، وسميت بهذا الاسم لأنها تظهر بوجه أسد وجسم إنسان.
مصطلح براتي يعني العكس وأنغراس يعني الهجوم. وهكذا، فإن ديفي براتيانغيرا هو الشخص الذي يعكس أي هجمات سحرية سوداء. تمدح أيضًا في معابد جنوب الهند، باسم أثرفانا بهادركالي لأنها تعتبر الإلهة الحاكمة لأثرفا فيدا، وهو الكتاب المقدس الذي يحتوي على تعويذات للاستحضار والعلاج. 
تعتبر براتيانغيرا إحدى الإلهات المحاربات الرئيسيات لجيش لاليتا تريبورا سونداري المسمى ساكثي سينا. أعطت أدي باراشاكتي في وقت سابق خلال الحرب بينها وبين بهانداسورا، براتيانغيرا هبتين هما أن الحماية التي تقدمها براتيانغيرا لا تقهر ولا يستطيع أي إله، حتى أدي باراشاكتي نفسها، التغلب عليها. وعند استدعاءها لأغراض هجومية، تمنح براتيانغيرا متعبدها حصانة ونصرًا أكيدًا. وبالتالي تعتبر براتيانغيرا إلهةً مشهورةً جدًا بين طائفة المحاربين الكشاتريين. توصف غالبًا بأنها الإلهة عليا يجب عبادتها من أجل القوة الدفاعية والهجومية.

## المظهر
تظهر في بعض الصور بوصفها ذات بشرة داكنة، مرعبة من حيث المظهر، لها وجه أسد بعيون حمراء تركب أسدًا أو ترتدي ملابس سوداء، وهي ترتدي إكليل من الجماجم البشرية؛ وتنتصب نهاية شعرها، وتحمل رمحًا ثلاثي الأصابع، وثعبانًا على شكل حبل المشنقة، ودرعًا يدويًا وجمجمة بأيديها الأربعة. ترتبط بشرابها ولديها شكل مختلف، هو أثارفانا-بهادرا-كالي. تعتبر طاردة قوية للتأثيرات الناتجة عن السحر ويقال أن لديها القدرة على معاقبة أي شخص يقوم بأدارما سواء كان ذلك براهما أو فيشنو أو شيفا. يقال أنه عندما يهز ناراشيميكا لبدة أسدها، فإنها تجعل النجوم في حالة من الفوضى.
تشبه براتيانغيرا سخمت من الأساطير المصرية كثيرًا. فكل من براتيانغيرا وسخمت تتكونان من جزء إنسان وجزء أسد وتمتلكان ثعبان فوق رأسيهما وهالة تشبه النار. وتعد كل منهما إلهة محاربة عظيمة.